# Révolte des Khojas de l'Altishar
La révolte des Khojas de l'Altishar (chinois : 大小和卓之亂) est un soulèvement contre la dynastie Qing, qui éclate en 1757, pendant le règne de l'empereur Qianlong. Les rebelles sont dirigés par Khwāja-i Jahān (chinois : 霍集占) (également connu sous le nom de Hojijan ou Huojizhan ; surnom : "Le Jeune Khoja" 小和卓), chef des soufis de la Montagne Blanche (chinois : 白山派). Les archives des Qing donnent à cet événement le nom de "Pacification des régions musulmanes" (chinois : 平定回部 ; pinyin : Píngdìng Huíbù). Hojijan et son frère, Burhān al-Dīn (chinois : 波羅尼都) (également connu sous le nom de Buranidun ou Boluonidu ; surnom : "L'ainé Khoja" chinois : 大和卓), sont tous deux des Khojas, ce qui signifie qu'ils sont des descendants d'Ahmad Kasani, un maître Soufi de l'ordre Naqshbandiyya, ayant un grand pouvoir spirituel et politique dans la région..
Après la conquête de la Dzoungarie par les Qing à la fin de la guerre Dzoungar-Qing en 1755, les frères Khojas sont libérés de la prison où les Dzoungars les avaient jetés. Après quoi, ils commencent à recruter des adeptes dans les régions de l'ouest, plus précisément dans l'Altishahr. Peu de temps après, le prince Amoursana, un Taishi (chinois : 太师 ; chinois simplifié : 太師 ; pinyin : tàishī) des Oïrats-Khoid, se soulève contre les Qing et les frères Khojas en profitent pour prendre le contrôle de la partie sud-ouest du Xinjiang.
En 1757, Hojijan tue Amindao (chinois : 阿敏道), le vice-général (chinois : 都統) Qing en charge de protéger la région. Qianlong riposte l'année suivante en envoyant des troupes dans des endroits tels que le Xian de Kuqa, le district de Yarkand (chinois : 葉爾羌) et Hotan (chinois : 和闐) pour attaquer les frères Zhuo. En 1759, l'armée rebelle s'enfuit vers l'ouest à travers le Pamir jusqu'au Badakhshan, une région qui correspond actuellement au nord-est de l'Afghanistan. Là, les fuyards sont interceptés et détruits par Mir Sultan Shah, le dirigeant du Badakhshan, ce qui met fin à la révolte et fait de Mir un vassal des Qing.
En matant cette révolte, les Qing mettent le point final à l'une des dix grandes campagnes de Qianlong et reprennent le contrôle du territoire situé au sud du Tian Shan, ce qui fait d'eux les seuls maitre de l'ensemble du Xinjiang. Après la nomination d'un Grand Attaché Ministériel de l'Altishahr (chinois : 總理回疆事務參贊大臣), la région du Xinjiang reste en paix pendant 60 ans.

## Situation avant la révolte

### Les Khojas de la Montagne Blanche et le clan Zhuo
L'ancêtre des frères Khojas est Ahmad Kasani (chinois : 瑪哈圖木·阿雜木) (1461-1542), également connu sous le nom de Makhdūm-i`Azam, "le grand maître" de l'ordre soufi Naqshbandiyya, d'Asie centrale. De son vivant, Kasani affirmait être un descendant du prophète Mahomet par le biais de sa fille, dont les descendants sont connus sous le nom de Khojas (chinois : 和卓). La famille de Kasani fini par se diviser en deux groupes : les Khojas de la Montagne Noire (chinois : 黑山派), ou Khojas Afaqiyya, et les Khojas de la Montagne Blanche (chinois : 白山派), ou Khojas Ishaqiyya. Ensemble, ils sont connus sous le nom de Kojas de l'Altishahr.
Au milieu de la dynastie Ming (1368-1644), les dirigeants du Khanat de Yarkand acceptent que les Khojas de la Montagne Noire convertissent à l'islam les habitants de la région de l'Altishahr, aussi connue sous le nom du Bassin du Tarim. Cela correspond a la zone des régions de l'ouest située au sud de la chaîne du Tian Shan. Au milieu du XVIIe siècle, Muhammed Yusef Khoja (??? - 1653), le chef des Khoja de la Montagne Blanche, arrive à Kachgar depuis l'Asie centrale, pour faire du prosélytisme. Mais il est rapidement chassé de la ville par le Khanat de Yarkand et les Khojas de la Montagne Noire. Afaq Khoja, le fils de Yusef, s’enfuit à Hezhou (chinois : 河州) dans la province chinoise du Gansu. De là, il se rend au Tibet pour obtenir le soutien du 5e Dalaï Lama et de Galdan Boshugtu Khan, le Khan des Mongols Dzounghars.
En 1680, pendant le règne de l'empereur Kangxi, les Dzoungars de Galdan Boshugtu Khan envahissent Yarkand avec l'aide d'Afaq Khoja, et déposent le Khan Ismail Khan. Galden installe ensuite sur le trône Abd ar-Rashid Khan II, qui devient le nouveau Khan de Yarkand. Peu de temps après, Afaq Khoja s’enfuit de Yarkand à cause d'un désaccord avec le nouveau dirigeant. Deux ans plus tard, en 1682, des émeutes éclatent à Yarkand, qui obligent Abd ar-Rashid Khan II à s'enfuir vers Ili, pendant que son jeune frère Muhammad Amin devient le nouveau Khan. Son règne est de courte durée, car il est rapidement renversé par les partisans d'Afaq Khoja, dont le fils, Yahya Khoja, devient le dirigeant de Yarkand et de Kachgar.
Deux ans plus tard, Afaq Khoja meurt et la région de Kashgar sombre dans une guerre civile impliquant le khanat de Yarkand, les Khojas de la Montagne Blanche, les Kirghizes et les begs locaux.
En 1697, Tsewang Rabtan devient le nouveau Khan du Khanat dzoungar. Pour mettre fin à la guerre civile, il fait emprisonner les descendants des Khojas de l'Altishahr dans la région qui correspond actuellement à la préfecture autonome kazakhe d'Ili. Lorsque Galdan Tseren arrive au pouvoir en 1727, il confie a Daniyal (خواجہ دانیال ; chinois simplifié : 达涅尔 ; chinois traditionnel : 達涅爾 ; pinyin : Dániè'ěr) , un Khoja de la Montagne Noire, la responsabilité des affaires politiques et économiques de Yarkand et de Kachgar. Au même moment, Mahmud (chinois simplifié : 玛罕木特), le petit-fils d'Afaq Khoja, meurt en captivité. Buranidun (chinois : 波羅尼都), l'"Ancien Khoja", le deuxième petit-fils d'Afaq, est emprisonné à l'est d'Ili, à Elinhabi'erga (chinois : 額林哈畢爾噶) sous la garde d'Abagasi (chinois : 阿巴噶斯), l'Administrateur Tribal Dzoungar, ou Zaisang (chinois : 宰桑), et de son frère Hadan (chinois : 哈丹).

### Rupture entre Amoursana et Dawachi
Après la mort de Galdan Tseren en 1745, le Khanat Dzoungar est déchiré par une guerre d'Interrègne.C'est finalement, Dawachi, le petit-fils de Tsering Dhondup (chinois : 大策凌敦多布), qui monte sur le trône et devient le nouveau Khan. Son compagnon d'armes, le taisha, ou prince, de la tribu Oïrats-Khoid des Dzoungars, Amoursana est grandement récompensé pour sa loyauté.
Cependant, en 1754, Dawachi et Amoursana entrent en conflit et ce dernier fait défection au profit des Qing, emmenant avec lui 5 000 soldats et 20 000 femmes et enfants. Il obtient la permission de se rendre à Pékin pour y demander l'aide de l'empereur afin de vaincre Dawachi et de reprendre Ili et Kachgar, la ville voisine. Les manières persuasives d'Amoursana combinées à l'ambition de Qianlong et son amour de la gloire obtenue par les armes font que l'empereur finit par accepter. En prime, il élève également Amoursana au rang de prince du premier degré (chinois simplifié : 双亲王 ; chinois traditionnel : 雙親王), ce qui double les allocations et autres privilèges auquel ce dernier avait droit.

### Reddition des Khojas de l'Altishahr

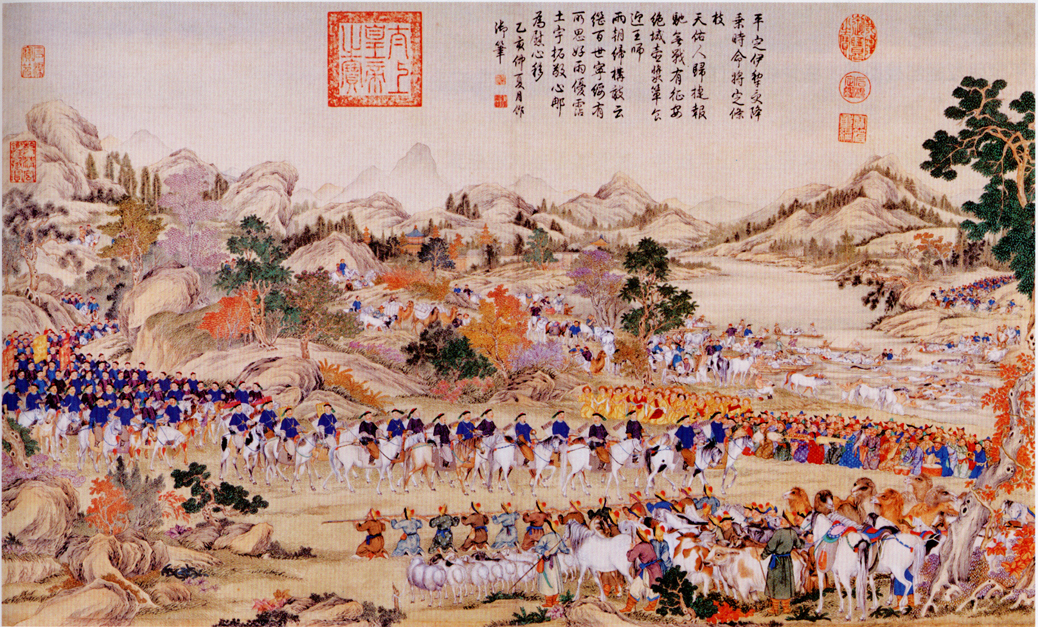
Les troupes Qing entrant dans Ili

Au cours du premier mois lunaire de 1755, deux unités de l'armée Qing, composées chacune de 25 000 hommes et ayant à leur disposition l'équivalent de deux mois de rations pour chaque homme, entrent en Dzoungarie. Elles avancent par deux chemins différents, mais ont le même but, à savoir détruire l'armée de Dawachi et prendre le contrôle du territoire. L'armée de la route du Nord est sous le commandement de Ban Di (chinois : 班第). Elle comprend Amoursana, qui à le rang de vice-général de l'aile gauche chargé de la pacification des frontières (chinois : 定邊左副將軍), l'Amban Sebutangbalezhu'er (chinois : 色布騰巴勒珠爾) et Alantai (chinois : 阿蘭泰), le commandant de Mukden (chinois : 盛京将军). L'armée de la route de l'Ouest est sous le commandement de Yong Chang (chinois : 永常), le général pacificateur de l'Ouest (chinois traditionnel : 定西將軍 ; pinyin : Dìngxī jiāngjūn). Elle comprend Salar (chinois traditionnel : 薩喇勒), le vice-général de l'aile droite chargé de la pacification des frontières (chinois : 定邊右副將軍) et Erong'an (chinois : 鄂容安), le ministre de l'intérieur (chinois : 內大臣). Les deux armées se retrouvent à Boluotala (chinois traditionnel : 博羅塔拉) ; ce qui correspond actuellement à la Préfecture autonome mongole de Börtala. Pendant que les deux armées marchent sur l'Altishahr, Abagasi et Hadan, entre autres, se rendent aux Qing.
Le 8 avril 1755, Buranidun se rend à son tour à l'armée de la Route de l'Ouest, en disant : "À l'époque de Galdan Tseren, mon père a été emprisonné et jusqu'à présent je n'ai pas été libéré. J'amènerai peut-être 30 de mes foyers à se rendre à l'empereur et à devenir ses serviteurs" (chinois : "我父縛來為質，至今並不將我等放回。我等情願帶領屬下三十餘戶投降大皇帝為臣僕"). Peu de temps après, "Le Jeune Khoja", Hojijan (chinois : 霍集占), se rend a Ban Di avec Hadan.
En mai, les forces Qing entrent dans le Xian de Huocheng à Ili. Ban Di prévoyait d'envoyer Buranidun à Pékin pour le présenter à l'empereur tandis qu'Hojijan serait resté à Ili, sous la garde de Taranchi, un nomade musulman.
Khojis, le Beg d'Us (chinois : 霍集斯 ; pinyin : Huò jísī) reçoit l'ordre de Ban Di d'établir des postes de garde sur les cols de montagne du le bassin du Tarim. Lorsque l'ordre de se préparer à combattre arrive, les troupes de Khojis se cachent dans les bois, pendant que son jeune frère est envoyé apporter du vin et des chevaux à Davachi. Lorsque ce dernier arrive, il est capturé avec ses hommes et son fils Lobja. Les prisonniers sont ensuite escortés sous bonne garde jusqu'à la caserne des Qing par Khojis et 200 de ses hommes. La capture de Dawachi signe la fin du khanat Dzoungar.
Au même moment, Yusuf des Khojas de la Montagne Noire de Kashgar marche vers le nord. Abd-Qwabu, l'Hakim Beg d'Aksu (chinois : 阿奇木伯克) suggère à Ban Di de leur adjoindre un émissaire Qing pendant le transport des frères Khojas à Kashgar. Abodouguabo annonce ensuite sa nomination en tant que chef de la région sur ordre de Qianlong. En conséquence, Ban Di dépêche Tuoluntai (chinois : 托倫泰), le garde du corps impérial, et Khojis comme escorte des Khojas pour leur trajet vers le sud à Kashgar et Yarkand. Le plan prévoyait qu'Hojijan reste à Ili pour superviser le clan des Khojis. Les troupes devaient se rassembler dans le Xian d'Uqturpan pour vaincre les Khojas de la Montagne Noire, au nord, puis se diriger vers le sud. Une fois à Kashgar, Hakim Beg devait recevoir la reddition de la ville. Mais c'était sans compter sur Jihan Khoja (chinois : 和卓加罕), le chef des Khojas de la Montagne Noire du Xinjiang, également connu sous le nom de Yaqub, et frère aîné de Yusuf. Ce dernier organise la défense de Kashgar, qu'il défend férocement, jusqu'à ce qu'il soit finalement tué.

### La révolte d'Amoursana
Avec Dawachi en route pour Pékin comme prisonnier, Amoursana voit se dessiner une opportunité de devenir le nouveau khan Dzoungar, en prenant le contrôle des quatre tribus Oirat de la Dzoungarie. Mais Qianlong a d'autres plans. Même s'il a validé cette expédition militaire proposé par Amoursana, l'empereur sait très bien qu'il veut prendre le contrôle de toute la Dzoungarie, mais que jusque là il "n'avait pas osé faire quelque chose d'irréfléchi" (chinois : "料伊亦不敢遽爾妄行"). En conséquence, avant le départ de l'expédition militaire pour Ili et craignant la montée d'un nouvel empire mongol, Qianlong proclame que les quatre clans Oirat de la Dzoungarie seront réinstallés sur leur propre territoire après la fin de l'expédition, chacun avec son propre Khan nommé directement par Pékin. Amoursana rejeta l'offre faisant de lui le khan des Khoits et demande à Ban Di d'informer l'empereur qu'il veut contrôler tous les Oirats. En guise de réponse, Amoursana reçoit l'ordre de retourner à Pékin. Pressentant que s'il quittait Ili, il ne pourrait peut-être jamais revenir, il échappe a son escorte le 24 septembre 1755, alors qu'il est en route vers le fort Qing de Chengde, avant de retourner à Tarbaghatai, à 400 km à l'est d'Ürümqi. Le zaisang (chef) d'Ili et ses lamas s'emparent alors de la ville. Dans le chaos qui s'ensuit, Hojijan prend le commandement d'une bande d'Ouïghours et s'enfuit du bassin de l'Ili. D'autres Khojas de la Montagne Blanche emprisonnés en Dzoungarie, dont Ḥusein (chinois : 額色尹 ; pinyin : Ésèyǐn) et Muḥammad (chinois : 禡木特) refusent de suivre Hojijan et préfèrent fuir vers Kokand et d'autres endroits. À la fin de l'année, Amoursana dépêche un envoyé chargé d'annoncer à Bouranidoune la chute d'Ili. Les soldats mongols Tuoluntai (chinois : 托伦泰) et Tegusi (chinois : 特古斯), le frère aîné de Salar, sont alors capturés par Buranidun.
En mars 1756, Celeng (chinois :  策楞), le général pacificateur de l'Ouest, arrive avec l'armée de la route de l'Ouest pour reprendre Ili. Amoursana s'enfuit dans le khanat kazakh, car la situation lui est à nouveau défavorable. Hojijan et Bouranidou réunissent la population locale en mai, puis le jeune Khoja tue l'envoyé d'Amoursana. Tuoluntai fait défection du côté des rebelles et est envoyé évaluer la force des soldats Qing d'Ili.

## Déroulement de la révolte

### Rejet des Qing par Hojijan

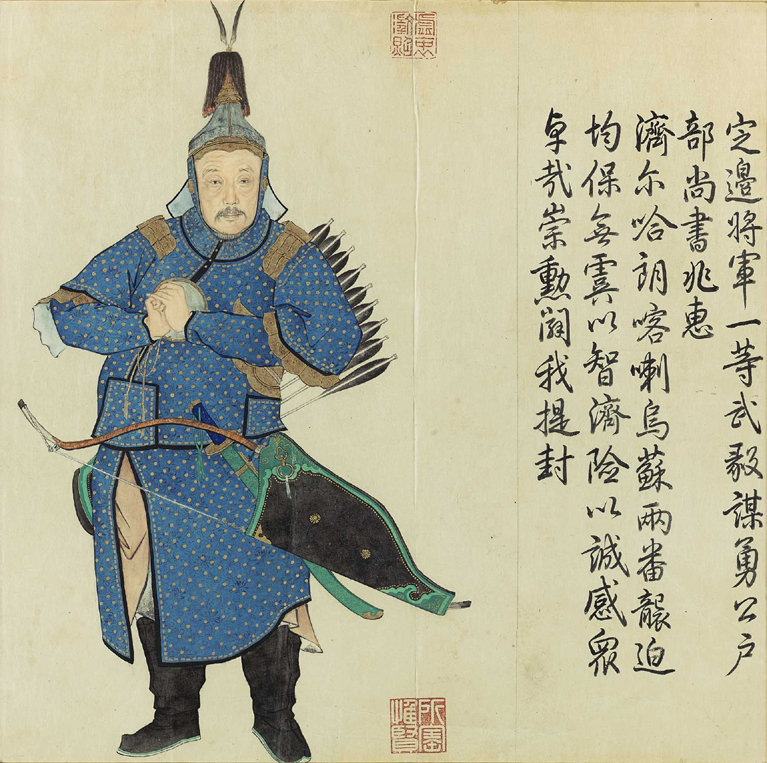
Zhao Hui, général Mandchou des Huit Bannières

Débarrassé d'Amoursana et des Dzoungars, Hojijan cherche à obtenir une indépendance par rapport aux Qing et le fait savoir aux chefs de clan locaux : "Je viens d'échapper à l'esclavage des Dzoungars ; il semble que je doive maintenant me rendre aux Qing et leur verser un tribut. Bien qu'inférieur à la domination de la région, le travail de la terre et la défense des villes constituent une résistance suffisante" (chinois : "甫免為厄魯特（準噶爾）役使，今若投誠，又當納貢。不若自長一方，種地守城，足為捍禦。"). Mais, son allié Bouranidou n'est pas disposé à affronter l'armée Qing : "Nous avons été autrefois déshonorés en Dzoungarie par l'armée Qing ; la paix peut-elle revenir dans notre patrie ? Seulement si nous ne tournons pas le dos à la bonté et évitons de nous battre" (chinois : "從前受辱於厄魯特，非大國（清）兵力，安能復歸故土？恩不可負，即兵力亦斷不能抗。").
Après le discours d'Hoijijan un de ses envoyé tue ike Khoja (chinois : 伊克和卓), l’ancien Khan de Yarkand, et Hojijan prend le titre de Batur Khan (chinois : 巴圖爾汗), soit le même titre qu'Erdeni Batur, le fondateur du Khanat Dzoungar. Bouranidou le met alors en garde contre les conséquences de ses actes : "Mon frère cadet est la troisième génération de notre famille à être emprisonnée par les Dzoungars. La bonté des Mongols l'a libéré et il a reçu une grâce profonde de la part des chefs de clans de la région musulmane. Vous devrez faire face aux Qing seuls et je ne vous obéirai pas" (chinois : "我兄弟自祖父三世，俱被準噶爾囚禁。荷蒙天恩釋放，仍為回部頭目，受恩深重。若爾有負天朝，任爾自為，我必不能聽從"). Hojijan persiste dans sa volonté de révolte contre les Qing et des différents éclatent entre les deux alliés.